# Henry Hopkinson (1er baron Colyton)
Henry Lennox D'Aubigne Hopkinson, 1er baron Colyton, (3 janvier 1902 - 6 janvier 1996), est un diplomate britannique et homme politique conservateur.

## Biographie
Colyton fait ses études au Collège d'Eton et à Trinity College, Cambridge, puis rejoint le service diplomatique. Il occupe divers postes dans les ambassades britanniques à Washington et à Stockholm et est également secrétaire privé adjoint du ministre des Affaires étrangères, John Allsebrook Simon, de 1932 à 1934 et premier secrétaire du War Cabinet Office de 1939 à 1940. Il est ensuite secrétaire privé du sous-secrétaire d'État permanent aux Affaires étrangères, Alexander Cadogan, entre 1940 et 1941, et d'Oliver Lyttelton, ministre d'État au Moyen-Orient, de 1941 à 1943, en poste au Caire. Colyton est stationné à Lisbonne de 1943 à 1944 et de 1944 à 1946, il est haut-commissaire adjoint et vice-président de la Commission alliée en Italie.
Il démissionne du service diplomatique la dernière année pour travailler pour le parti conservateur et est chef du secrétariat parlementaire conservateur et co-directeur du département de recherche conservateur entre 1946 et 1949. L'année suivante, en 1950, il est élu député de Taunton, siège qu'il occupe jusqu'en 1956, et est secrétaire au commerce extérieur de 1951 à 1952 et ministre d'État aux Affaires coloniales de 1952 à 1955. Hopkinson est également délégué à l'Assemblée consultative du Conseil de l'Europe de 1950 à 1952 et à l'Assemblée générale des Nations Unies de 1952 à 1955. Il est admis au Conseil privé en 1952 et, le 19 janvier 1956, il est élevé à la pairie comme baron Colyton, de Farway dans le comté de Devon et de Taunton dans le comté de Somerset.
Lord Colyton épouse Alice Labouisse Eno, fille de Henry Lane Eno, banquier et professeur à l'Université de Princeton, en 1927. Ils ont un fils et une fille. Après la mort de sa première femme en 1953, il épouse, en secondes noces, Barbara Estella Barb, qui a déjà été mariée au dessinateur Charles Addams, en 1956. Lord Colyton est décédé en janvier 1996, à l'âge de 94 ans, et est remplacé dans la baronnie par son petit-fils Alisdair Hopkinson, son fils aîné, Nicholas Henry Eno Hopkinson étant décédé avant lui.